# خلیج اب
خلیج اوب یا خلیج اُب (روسی: О́бская губа́) خلیجی در اقیانوس منجمد شمالی است، که در بخش شمالی کشور روسیه واقع شده‌است.